# Ladilafé
Albums de Tryo
Sous les étoiles
(2009) Né quelque part
(2014)
Ladilafé est le cinquième album studio du groupe Tryo, sorti le 27 août 2012. Il est certifié disque d'or deux mois plus tard.

## Description
Le nom de l'album est un hommage à  Patricia Bonnetaud, créatrice du label Yelen musiques, décédée en février 2012. Les membres du groupe la considèrent comme leur « fée protectrice ».
Avec ce nouvel album engagé le groupe dénonce tantôt l'utilisation de l'écologie comme argument de vente, en faisant référence au marketing écologique et à l'écoblanchiment (Greenwashing), tantôt le « boursicotage des traders et la France de Marine Le Pen » (Joe le trader et Marine est là).
La 4e chanson est un hommage à Brian Williamson, activiste jamaïcain défenseur de la cause homosexuelle. Selon Le Parisien, Tryo dénonce avec ce titre « l'homophobie dans le reggae ».

## Critiques et analyses
Selon Gilles Médioni de L'Express, cet album est principalement axé sur le thème de la colère mais « échappe au catalogue obligé du militantisme et de la bonne conscience,  grâce à un optimisme ensoleillé et à un ton emprunté parfois à Brassens ou à Noir Désir ».
Emmanuel Marolle du Parisien, « soupire toujours un peu en les entendant tomber dans le panneau de la dénonciation facile de Marine Le Pen ou des traders tueurs », mais ajoute que c'est un « album gorgé de rires, de larmes, de colère, de naïveté et de sagesse. En vie tout simplement. ».

## Liste des chansons
| 1.          | Greenwashing                                            | Christophe Mali                       | Christophe Mali |                                         | 2 min 55 s |
| 2.          | Ladilafé                                                | Christophe Mali                       | Christophe Mali |                                         | 4 min 10 s |
| 3.          | Nous génération                                         | Guizmo                                | Guizmo          |                                         | 2 min 50 s |
| 4.          | Brian Williamson                                        | Christophe Mali                       | Christophe Mali |                                         | 3 min 38 s |
| 5.          | Pas banal                                               | Christophe Mali                       | Christophe Mali |                                         | 3 min 25 s |
| 6.          | Printemps arabe                                         | Guizmo                                | Guizmo          | Manu Eveno et Ibrahim Maalouf           | 4 min 0 s  |
| 7.          | Un jugement sans appel                                  | Christophe Mali                       | Christophe Mali | Daniel Bravo, Manu Eveno et David Taieb | 2 min 28 s |
| 8.          | Marine est là                                           | Christophe Mali                       | Christophe Mali | Manu Eveno                              | 3 min 20 s |
| 9.          | Boulawa                                                 | Guizmo                                | Guizmo          |                                         | 2 min 40 s |
| 10.         | C'est un vent                                           | Guizmo                                | Guizmo          |                                         | 3 min 39 s |
| 11.         | Quand la nuit devient blanche                           | Christophe Mali                       | Christophe Mali | Manu Eveno                              | 3 min 8 s  |
| 12.         | Mourir la mort                                          | Christophe Mali                       | Christophe Mali |                                         | 2 min 51 s |
| 13.         | Joe le trader                                           | Guizmo, Christophe Mali et Manu Eveno | Manu Eveno      |                                         | 3 min 25 s |
| 14.         | J'ai décidé d'écrire des D                              | Guizmo                                | Guizmo          |                                         | 4 min 5 s  |
| 15.         | Les anciens (Suivi en bonus de : Du cinéma (3 min 8 s)) | Guizmo                                | Guizmo          | Daniel Bravo, Manu Eveno                | 4 min 39 s |
| 54 min 21 s |                                                         |                                       |                 |                                         |            |